# Стадион Карађорђев парк
Градски стадион је стадион са више намена у Зрењанину, Србија. Тренутно се користи највише за фудбалске мечеве и он је домаћи терен ФК Пролетера 2006. Претходно су га користили зрењанински Пролетер, који је угашен 2005. године, а за наследника овог клуба навијачи су признали Пролетер 2006 који је право играња на стадиону добио 2013. године, као и Банат од 2006. до 2016. године. Стадион има капацитет за 13.500 гледалаца.

## Историја
На месту данашњег стадиона, некадашњем Вашаришту, сада Карађорђевом парку, 14. јула 1912. одиграна је прва утакмица у Зрењанину између Великобечкеречког клуба и Сегединског атлетског клуба.
Први стадион на овом месту изградио је у предратном периоду Обилић, тада најјачи клуб у граду.
Историја данашњег стадиона почиње 1948, када се кренуло са изградњом источне, северне и јужне трибине. Затим је изграђена западна дрвена трибина за 3.000 гледалаца и као такав стадион је отворен 5. маја 1953. утакмицом Пролетера и немачког Кикерса. Октобра 1967. западна трибина је изгорела у пожару, а 1968. је урађена нова бетонска и покривена.
У лето 1984. су реновиране источна, северна и јужна трибина, а затим је на западну и источну трибину постављено 5.000 пластичних седишта, Године 2006. стара седишта су замењена са 4.000 нових пластичних седишта са наслоном.
Данас се стадион састоји од све четири трибине, од којих су западна и источна покривене столицама, а западна трибина једина има кров. Често се за њега везује име "Стадион Карађорђев Парк", иако стадион нема званичан назив, већ се зове Градски стадион.
Највећа забележена посета је око 22.000 гледалаца, од тога 17.890 са плаћеним улазницама, на мечу Прве савезне лиге Југославије између Пролетера Црвене звезде (2:0) одиграном 11. октобра 1967.
Током 2019. извршена су већа улагања у стадион, у октобру је завршено постављање нове тартан атлетске стазе, док је у новембру, по први пут од изградње стадиона, постављено рефлекторско осветљење.

## Утакмице репрезентације
Млада репрезентација Југославије је одиграла четири званичне утакмице на Карађорђевом парку:
- 6.новембра 1969. са репрезентацијом Шведске (2:0)
- 15. маја 1974. са репрезентацијом Енглеске (1:0)
- 28. септембра 1984. са репрезентацијом Бугарске (1:2)
- 1. јуна 1996. са репрезентацијом Малте (1:0)

Стадион тренутно не испуњава критеријуме за играње међународних утакмица под окриљем УЕФА и ФИФА.